# Гварини-Санта Марина I (Авелино)
Гварини-Санта Марина I је насеље у Италији у округу Авелино, региону Кампанија.
Према процени из 2011. у насељу је живело 32 становника. Насеље се налази на надморској висини од 607 м.